# Osso de Cinca
Osso de Cinca es un municipio y localidad española de la provincia de Huesca, en la comunidad autónoma de Aragón. Perteneciente a la comarca del Bajo Cinca, el término municipal, con una población de 652 habitantes (INE 2024), se extiende por la margen izquierda del río Cinca e incluye los núcleos de Osso de Cinca y Almudáfar.

## Geografía
El término municipal incluye los siguientes núcleos de población:
- Almudáfar.
- Osso de Cinca.

El municipio se extiende en el margen izquierdo del río Cinca, en el valle formado por los montes denominados de la Encomienda y Calavera.

## Historia
- El 16 de octubre de 1358 era de Miguel Pérez Zapata, que lo legó en testamento a su hijo Rodrigo Zapata.[3]
- El 1 de octubre de 1414 el rey Fernando I de Aragón dio a Berenguer de Bardají el castillo y lugar de Osso, bajo determinadas condiciones.[4]
- El 27 de marzo de 1417 el rey Alfonso V de Aragón suprimió las condiciones impuestas en la donación de 1414.[5]
- El 19 de diciembre de 1422 era de Berenguer de Bardají, justicia de Aragón, que lo legó en testamento a su hijo Berenguer de Bardají.[6]
- En 1610 era de Luis de Bardají[7]
- En 1845 se le unió Almudáfar
- En 1845, según el Diccionario geográfico-estadístico-histórico de España y sus posesiones de Ultramar de Pascual Madoz, Osso tenía:
  - Dos pequeñas plazas cuadradas y varias calles cómodas y algunas empedradas
  - 80 casas
  - Ayuntamiento y cárcel
  - Escuela de primeras letras asistida por 36 o 40 niños
  - 28 vecinos, 473 almas
- En el año 2006 se comenzó a construir el nuevo Ayuntamiento, en la antigua Casa Mora, situada en la calle Mayor, y con entrada principal en la plaza de la Iglesia. Contará con un museo y sala de exposiciones, biblioteca y telecentro

## Economía
La principal actividad económica es la agricultura de regadío, sobre todo la hortofrutícola.

## Administración y política
| Período   | Alcalde                           | Partido |  |
| --------- | --------------------------------- | ------- |  |
| 1979-1983 | Joaquín Pena Ferrer               | UCD     |  |
| 1983-1987 |                                   |         |  |
| 1987-1991 |                                   |         |  |
| 1991-1995 |                                   |         |  |
| 1995-1999 |                                   |         |  |
| 1999-2003 |                                   |         |  |
| 2003-2007 | Antonio Ignacio Romero Santolaria | PP      |  |
| 2007-2011 | Antonio Ignacio Romero Santolaria | PP      |  |
| 2011-2015 | Antonio Ignacio Romero Santolaria | PP      |  |
| 2015-2019 | Antonio Ignacio Romero Santolaria | PP      |  |

| Partido político    | Partido político                                   | 2003   | 2007   | 2011   | 2015   |
| Partido político    | Partido político                                   | Ediles | Ediles | Ediles | Ediles |
|                     | Partido Popular de Aragón (PP)                     | 5      | 5      | 4      | 4      |
|                     | Partido de los Socialistas de Aragón (PSOE-Aragón) | 2      | 2      | 3      | 3      |
|                     | Partido Aragonés (PAR)                             | —      | 0      | —      | —      |
| Total de concejales | Total de concejales                                | 7      | 7      | 7      | 7      |

## Demografía
Osso de Cinca cuenta con una población de 652 habitantes (INE 2024).
| Gráfica de evolución demográfica de Osso de Cinca entre 1842 y 2021 |
| |
| Población de derecho según los censos de población del INE Población de hecho según los censos de población del INEEntre el censo de 1857 y el anterior, crece el término del municipio porque incorpora a Almudafar |

## Monumentos
Hay una parroquia dedicada a Santa Margarita, de estilo mudéjar con una portada renacentista.

## Cultura
Osso de Cinca cuenta o ha contado con un grupo de teatro, el Grupo de Correfuegos *Espurnas* (disuelto), la Asociación Hípica Osso de Cinca (el 6 y 7 de junio de 2009 se celebró la XVI edición) y el  Motoclub Osso (4/5 de septiembre de 2010, II Edición).

## Deportes
En la temporada 2004-2005, siendo presidente Antonio Cortí Camarasa y delegado Moisés Begué el equipo de fútbol local ascendió a 1.ª regional y descendió en la temporada 2005-2006 a 2.ª regional. En la temporada 2006-2007, el equipo local se encontraba en 2.ª regional pero iban mejorando sus tácticas de juego y su concentración, lo que les ayudaba a colocarse en un punto medio en la clasificación. En la temporada 2007-2008, el equipo terminó la competición en puestos de mitad de la tabla.
Se celebra un Campus de Fútbol Osso de Cinca, a principios de julio, y todos los años se celebra la Concentración ecuestre del Bajo Cinca.

## Fiestas
- Carnaval – Se celebra a finales de febrero con una gran discomóvil en el salón social en la que se reparten numerosos premios entre los disfraces más destacados.
- Primer domingo de mayo. Se celebra la Fiesta de la Rosa. Se celebra con la santa misa en la que se da una rosa roja a todas las personas. También hacen hinchables para los más peques mientras los papis están en el café concierto.
- 15 de mayo, San Isidro, se hace misa en el campo de fútbol, se dan vueltas por el pueblo acompañados por la charanga y luego se hace una comida popular.
- Día 20 de julio en honor a Santa Margarita, el primer día de las fiestas se hace una cena popular, el día de la virgen se hace misa e hinchables para todo el mundo en las piscinas durante todo el día. Por las tardes y las noches hay sesión de baile en la pista y tras el baile discomóvil.
- En junio celebran una concentración ecuestre.
- Nochevieja se celebran con discomóvil en el salón social.